# 歌舞伎町ビル火災
歌舞伎町ビル火災（かぶきちょうビルかさい）は、2001年（平成13年）9月1日未明に東京都新宿区歌舞伎町にある雑居ビルで起きた火災。44人が死亡し、3人が負傷する被害を出した。
日本で発生した火災としては第二次世界大戦後5番目の被害となった。多くの死傷者を出した原因は、ビル内の避難通路の確保が不十分であったためとされる。出火原因は放火とみられているが、現在でも未確定である（2022年7月時点）。現住建造物等放火罪は「人を死亡させた罪」にはあたらず、2010年に行われた時効撤廃・延長の対象にはなっていないため、本件が現住建造物等放火罪のみが問われる事件とするならば2016年に公訴時効が成立したことになるが、殺人事件としては時効が撤廃されており、現在も警視庁捜査一課特命捜査対策室で捜査中。

## 概要
居合わせた客と従業員のうち、3階の19名中16名、4階の28名全員の計44名が死亡、3階から脱出した3名が負傷した。
午前0時59分にビル4階のセクシーパブから119番通報がなされ、その後も含めて計4回通報があった。
出火地点はビル3階のゲーム麻雀店「一休」そばのエレベーター付近。ビル3階と4階のセクシーパブ「スーパールーズ」の防火扉が開いていたため、この2フロアに火炎と特に煙の回りを早めたことが、被害を拡大させる一因となった。44名全員が急性の一酸化炭素中毒で死亡したことが、それを表している。
この事件では、内部で既に火災が起こっていたところに従業員の1人が何も知らず扉を開けてしまい、空気が入ってきたためバックドラフトが引き起こされた。この従業員は道路側の非常口からそのまま飛び降り、この救急要請の通報が第一報であった。また、従業員2人は別の窓から屋根伝いに脱出した。3階ゲーム麻雀店で助かった3名は、事務所の窓から脱出した従業員であり、従業員という立場でありながら避難誘導しなかった。また、この際目撃証言から「4人目」の生存者がいたとされるが、この人物はその後行方をくらました。
自動火災報知設備は設置されていたが、誤作動が多いために電源が切られていた。また、4階は天井を火災報知機ごと内装材で覆い隠してしまっていた。避難器具は、3階には未設置で、4階には設置されていたものの実質的に使用できない状態であった。
この種の雑居ビル火災として、1973年5月28日に発生した第6ポールスタービル火災（死者1名）がある。現場が同じ歌舞伎町で、違法な内装、防火管理の不徹底などで東京消防庁から警告されていた点が類似する。

## マスコミの対応
火災発生時、NHKが午前2時10分から臨時ニュースを報じると共に、現場からの生中継が始まったが、通常番組に5分程度カットインする状態だった。被害が明るみに出つつあった2時23分から「NHKニュースおはよう日本」開始まで特別報道体制（臨時ニュースによる終夜放送）となり、現地記者とヘリコプター空撮映像を交えながら現場の状況を繰り返し伝え、「NHKニュースおはよう日本」では当火災の内容を中心に放送した。
民放は深夜ということもあり、警察や消防発表を拠り所とした事実経過を簡単に伝えるのみであったが、被害状況の詳細が伝わるにつれ（こちらもNHK同様に、被害の大きさが分かってきた午前3時台以降）、深夜番組を一部休止したりカットインするなどして、各社とも臨時ニュースを伝えた。明けて土曜早朝の時間帯も、通常の生情報番組内で内容を変更して詳報を伝える局や、レギュラー番組を休止して報道特別番組を編成する局など対応は様々であった。
鎮火後のマスコミは、火災原因を放火であるのか事故であるのか不確定な部分を憶測を交えつつこぞって追求していたが、9日後の9月10日になると日本国内初の狂牛病が疑われる牛の確認公表や、翌9月11日夜(JST)にはアメリカ同時多発テロ事件が発生したため、当火災の報道は激減し、「報道特集」などのドキュメンタリー系報道番組で遺族の様子などを幾度か取り上げる程度に縮小した。また、9月11日にWOWOWでは映画「バックドラフト」を放送する予定であったが、この事故の影響を受け「母の眠り」に差し替えられた。
当時アニマックスで放送されていた「ギャラクシーエンジェル」の第21話「デコピザ」は、当初この事故の原因としてガス爆発が疑われていたため放送が中止された。

## その後の経過

### 出火原因
警察・消防の検証により、出火点は3階階段踊り場にある都市ガスのガスメーターボックス至近であることが特定された。ガスメーター本体はガス管から外れ、ボックス内の底面に直立した状態で発見されている。
このガスメーターの状態が問題となった。火勢によって配管をつなぐアルミ合金製の継手が溶融して落下したという説が有力だが、発覚前の段階でアルミ合金が溶け出すほどの温度に達するかに疑問があり、放火犯が故意に外したのではないかと言う説も飛び交い、連日メディアを賑わせることになった。
また、出火時刻ごろにビルから立ち去る不審な人物があったとの目撃情報もあったが、確証はない。
このため、出火原因は未だに明らかになっていない。
2021年8月30日の報道によると、当該ビル3階エレベーターホールには、階段への出入りを塞ぐように発泡スチロール製のつるし看板が設置されていたほか、この階段（幅は約70センチメートル）はビルに1つしかなかった上、当時3階から4階の階段には、ゴミがいっぱいに詰まった袋が5つあったほか、衣装ケース3箱・店の制服計約150着・ジュースタンク・ビールケースなどがほぼ隙間なく置かれていた。また、3階から2階に下りる階段も同様に荷物などで埋まっていたという。各階のエレベーターホールと階段の仕切りには防火扉が設置されていたが、荷物や看板などが障害となり、閉じることができない状態であった状態だった事が判明している。

### 管理責任
当該ビルは東京消防庁から使用禁止命令が出された。2006年4月18日に和解が成立したため、保全処分が解かれ、その後解体された。
2008年7月2日、東京地方裁判所はビルオーナーら被告人5名を執行猶予付きの有罪とした。

## 消防法改正
この火災を契機にして、2002年10月25日に消防法が大幅に改正された。この法改正により、ビルのオーナーなどの管理権原者は、より重大な法的責任を負うこととなり、防火管理意識を高めるきっかけになった。
火災の早期発見・報知対策の強化
自動火災報知設備の設置義務対象が従来より小規模なビルにまで拡大され、機器の設置基準も強化された。
違反是正の徹底
消防署による立入検査の時間制限撤廃や、措置命令発動時の公表、建物の使用停止命令、刑事告発などの積極発動により違反是正を徹底することとした。
罰則の強化
違反者の罰則は、従来の「懲役1年以下・罰金50万円以下」から「懲役3年以下・罰金300万円以下」に引き上げられた。
また、法人の罰則も、従来の「罰金50万円以下」から200倍にあたる「罰金1億円以下」に引き上げられた。
防火管理の徹底
防火対象物定期点検報告制度が創設され、年1回は有資格者（防火対象物点検資格者）による入念な点検と報告が義務づけられた。
なお、優良に防火管理を行っていると認められる防火対象物には、定期点検報告義務を免除する特例認定を受けることができるとされている。特例認定を受けた場合には「防火優良認定証」を掲示できる。